# Patrick Simmons (músico)
Patrick Simmons (Aberdeen, Washington; 19 de octubre de 1948) es un músico estadounidense conocido sobre todo como miembro fundador de la banda de rock The Doobie Brothers, con la que ingresó en el Salón de la Fama del Rock and Roll en 2020. Ha sido el único miembro constante de la banda durante toda su trayectoria.

## Educación
Estudió en la Universidad Estatal de San José, California. Después estudió en la Universidad Estatal de San José, donde fue miembro de la fraternidad Theta Xi, y vivió muchos años en el condado de Santa Cruz, California.

## The Doobie Brothers
En 1970, un power trío californiano formado por Tom Johnston, Skip Spence y John Hartman se unió a Simmons para formar un grupo juntos. Se llamarían a sí mismos "The Doobie Brothers", como les dijo su amigo Keith "Dyno" Rosen, que vivía con la banda o junto a ella:

"¿Por qué no os llamáis los Doobie Brothers porque siempre estáis fumando hierba?".

Simmons escribió y cantó muchas canciones para The Doobie Brothers, incluida la voz principal en "South City Midnight Lady", así como "Dependin' On You", "Echoes of Love", "Wheels of Fortune" y "Black Water", el primer disco número 1 del grupo.
El álbum de estudio del grupo de 1978, Minute by Minute, que alcanzó el número uno durante cinco semanas, y le valió al grupo un Grammy a la Mejor Interpretación Vocal Pop por un Dúo o Grupo, mientras que el single "What A Fool Believes" del álbum ganó a su vez tres Grammys.
The Doobie Brothers se disolvieron en 1982, con la decisión de Simmons de abandonar el grupo, como último miembro original en aquel momento, tras la marcha de Dave Shogren en 1971, Tom Johnston en 1977 y John Hartman en 1979. The Doobie Brothers volvieron a reformarse en 1987, y la banda sigue de gira, a partir de 2023, liderada por Simmons y Johnston. Su último álbum es Liberté (2021).
El grupo ha vendido más de 40 millones de álbumes en todo el mundo. The Doobie Brothers ingresaron en el Salón de la Fama de los Grupos Vocales en 2004, y en el Salón de la Fama del Rock and Roll el 7 de noviembre de 2020. Al enterarse de que el grupo iba a ser incluido en el Salón de la Fama del Rock and Roll, Simmons recordó:

Me alegré mucho. Es algo en lo que llevábamos pensando mucho tiempo. Es una de las cosas que siempre esperas que ocurra, sobre todo con un grupo como el nuestro, que lleva tanto tiempo en activo. Celebramos 50 años. Puede que incluso 51, pero ¿quién lleva la cuenta?

## Trabajo en solitario
En 1983, Simmons publicó su primer álbum en solitario, Arcade, en Elektra Records. De él salió su único éxito en el Top 40, "So Wrong", que alcanzó el puesto 30 en el Billboard Hot 100. "So Wrong" fue también un éxito sorpresa en la lista dance/disco de Estados Unidos. "So Wrong" también fue un éxito sorpresa en la lista dance/disco de EE. UU., alcanzando el número 8. El álbum fue reeditado en disco compacto en Japón a principios de la década de 1990 y de nuevo en 2007, por el sello Wounded Bird Records.
Simmons también formó el grupo Skin Suit durante este periodo.  En 1998, Simmons publicó un segundo álbum en solitario titulado Take Me to the Highway.
Con Tom Johnston, Simmons escribió Long Train Runnin': Our Story of The Doobie Brothers (2022).

## Vida personal
En 1981 abrió una tienda de motocicletas antiguas con el escritor William J. Craddock. Simmons se trasladó al condado de Mendocino (California) en 1990, tras el terremoto de Loma Prieta de 1989, y más tarde a Hawái.
Conoció a su esposa Cristine en 1989 en Sturgis, Dakota del Sur, en la concentración de motos de Sturgis. Ambos disfrutan conduciendo motocicletas antiguas, participando en el Motorcycle Cannonball Endurance Ride de 2014. Participaron en el Motorcycle Cannonball 2016, yendo desde Atlantic City (Nueva Jersey) hasta San Diego (California).